# Guardians of the Galaxy Vol. 2
Guardians of the Galaxy Vol. 2 ist ein US-amerikanischer Science-Fiction-Actionfilm, der von Marvel Studios produziert wurde. Es handelt sich um eine Fortsetzung des Films Guardians of the Galaxy aus dem Jahr 2014. Der Film kam am 27. April 2017 in die deutschsprachigen Kinos.

## Handlung
Der Film spielt zwei Monate nach den Ereignissen in Guardians of the Galaxy. Die Guardians haben auf dem Heimatplaneten der Sovereigns, einer selbst-perfektionierten Rasse, den Auftrag angenommen, deren geheiligte Energiezellen vor einem energiefressenden Monster, dem Abilisken, zu schützen. Dafür erhalten sie im Austausch Gamoras Schwester Nebula, die von den Sovereigns gefangen wurde und auf die ein Kopfgeld ausgesetzt ist. Sie führen den Auftrag erfolgreich aus, doch stiehlt der Waschbär Rocket heimlich einige der Energiezellen. Als die Sovereigns den Diebstahl bemerken, eröffnen sie für diesen Frevel die Jagd auf die Guardians. Um der Drohnenflotte der Sovereigns zu entkommen, wagen die Guardians einen verzweifelten Raumsprung zum nächsten Planeten. Kurz vor dem Sprung werden sie Zeuge, wie ein geheimnisvoller Neuankömmling die Drohnenflotte mit einem einzigen Handstreich zerstört.
Nachdem die Guardians eine erfolgreiche Notlandung absolviert haben, bekommen sie Gesellschaft von ihren unerwarteten Rettern: dem Außerirdischen Ego und dessen Schützling, der Empathin Mantis. Ego bezeichnet sich zu Peters Überraschung als dessen Vater, und um ihn zu überzeugen, nimmt er Peter, Gamora und Drax mit zu seinem Planeten, während Rocket und Baby Groot zurückbleiben, um das havarierte Schiff zu reparieren und auf Nebula aufzupassen. Auf seinem Planeten angekommen, erklärt Ego dem zuerst skeptischen Peter, dass er, Ego, ein höheres kosmisches Wesen, ein sogenannter Celestial ist, der als geistige Essenz durch den Weltraum driftete, bis seine Kraft es ihm ermöglichte, sich einen Planeten als Hülle und schließlich einen menschlichen Körper als Avatar zu erschaffen. Auf der Suche nach einem Sinn für sein Dasein und anderem Leben durchstreifte er das Universum, bis er schließlich auf die Erde kam und sich dort in Peters Mutter verliebte. Doch seine Natur als kosmisches Wesen verhinderte einen permanenten Aufenthalt bei seiner Frau. Als sie schließlich im Sterben lag, schickte er den Ravager Yondu Udonta zur Erde, um seinen Sohn zu sich zu holen. Yondu aber brach die Vereinbarung und behielt Peter als Mitglied seiner Ravager-Mannschaft. Nachdem Ego Peter sein eigenes Erbe mit den kosmischen Kräften eröffnet hat, verzeiht Peter seinem Vater schließlich dessen lange Abwesenheit.
Inzwischen wird erklärt, dass Yondu vom Verband der kosmischen Ravager wegen Kinderhandels (eines Verstoßes gegen den Kodex der Ravagers) ausgestoßen wurde. Er wird von Ayesha, der regierenden Hohepriesterin der Sovereigns, angeheuert, um die Guardians aufzuspüren und zur Bestrafung zu ihr zu bringen. Die Ravagers spüren Rocket und Groot auf und nehmen sie mit Nebulas Hilfe gefangen. Als aber Yondu sich weigert, Peter und dessen Kameraden auszuliefern, meutert ein Teil seiner Besatzung unter dem rebellischen Taserface, setzt ihn ab und sperrt ihn zusammen mit Rocket ein. In ihrer Zelle verbünden sich die beiden Gefangenen und brechen mit der Hilfe von Groot und Kraglin, Yondus letztem treuen Gefolgsmann, nachdem die Meuterer seine übrigen Anhänger getötet haben, aus. Sie nehmen Rache an den Meuterern und flüchten mit einem Teil des Ravagerschiffes. Doch bevor das Schiff explodiert, gibt Taserface als letzten Racheakt Yondus Flugroute an Ayesha weiter, die daraufhin eine weitere Kampfflotte ausschickt.
Nebula, die nach Rockets und Yondus Gefangennahme die Ravagers verlassen hat, um Rache an Gamora zu nehmen, spürt ihre Schwester auf Egos Planeten auf und greift sie an. Sie kann sich aber am Ende nicht dazu überwinden, sie als ihre einzige verbliebene Familie zu töten. Dann aber erfahren die beiden Schwestern und Drax mit Mantis' Hilfe von einem schrecklichen Geheimnis. Wie Ego auch seinem Sohn erzählt, sieht er den Sinn seines Daseins darin, sämtliche Welten des Universums – darunter auch die Erde – mit seiner Essenz zu überziehen, alles Leben auf ihnen zu vernichten und sie nach seinen Vorstellungen neu zu formen. Da aber selbst seiner Kraft für solch eine Aufgabe Grenzen gesetzt sind, hat er versucht, sich mit weiblichen Vertretern jeder von ihm entdeckten Rasse fortzupflanzen. So wollte er seine Kräfte an seine genetischen Nachkommen weitergeben, die ihn dann bei seinem Vorhaben unterstützen sollten. Yondu brachte zu gegebener Zeit die Kinder zu Ego, doch da keines von ihnen dessen Kräfte geerbt hatte, wurden sie von Ego verstoßen und umgebracht. Erst mit Peter war ihm eine erfolgreiche Weitergabe seiner Kräfte gelungen, doch Yondu, der vom Schicksal der anderen Kinder wusste, nahm Peter bei sich auf, um ihn vor einem ähnlichen Ende zu bewahren. Verkompliziert wurde das Vorhaben dadurch, dass Ego sich aufrichtig in Peters Mutter verliebt hatte; um keine emotionalen Bindungen zu hinterlassen, pflanzte er ihr den Tumor ein, der sie letztendlich tötete.
Als Peter diese Neuigkeiten erfährt, lehnt er sich gegen Ego auf, der daraufhin versucht, Peters latente Kräfte gewaltsam anzuzapfen und so seinen vernichtenden Plan trotzdem durchzusetzen. Die anderen Guardians Yondu, Kraglin, Nebula und Mantis treffen ein, um Peter zu befreien, und zusammen kämpfen sie sich in den Planetenkern vor, der Egos Essenz enthält. Bevor sie diese aber zerstören können, trifft die Kampfflotte der Sovereigns ein, was Ego Zeit verschafft, um sich gegen die Guardians zur Wehr zu setzen. Rocket schickt Groot mit einem zeitgezündeten Sprengsatz ausgestattet durch die Schutzhülle von Egos Essenz, um diese zu zerstören. Um seine Freunde zu retten, setzt Peter seine eigenen Kräfte frei und kann Ego so lange aufhalten, bis der Sprengsatz detoniert, Egos Essenz vernichtet und Peters Kräfte dadurch versiegen lässt. Yondu opfert sein Leben, um Peter vom zusammenbrechenden Planeten hinaus in den Weltraum zu retten, und wird von den Guardians und sämtlichen Ravagern mit allen Ehren im Weltraum bestattet. Peter erhält auf Yondus Beerdigung von Kraglin als Ersatz für seinen von Ego zerstörten Walkman einen Zune-MP3-Player, Kraglin wiederum den von Rocket reparierten fliegenden Pfeil Yondus. Nebula versöhnt sich mit Gamora, bevor sie sich von ihr trennt, um Rache an Thanos zu suchen.
In einer Post-Credit-Szene (insgesamt fünf, unter anderem eine Szene, in der sich Star-Lord selbst mit den Freuden des Vaterdaseins und dem heranwachsenden Groot herumschlagen muss) wird gezeigt, dass Ayesha ihre Rachegelüste an den Guardians trotz der Niederlage nicht aufgegeben hat und nun einen neuen, weiterentwickelten Sovereign namens „Adam“ heranzüchtet, der für sie Vergeltung üben soll.

## Produktion

### Stab
Die Regie übernahm erneut James Gunn. Ein Großteil des Produktionsteam musste ersetzt werden, da etwa Produktionsdesigner Charles Wood mit der Arbeit an Doctor Strange beschäftigt war. Fred Raskin und Craig Wood waren wie bei Teil eins für den Schnitt verantwortlich. Die visuellen Effekte der Figur Rocket steuert erneut Framestore bei.

### Besetzung und Synchronisation
Chris Pratt spielt im Film Peter Quill alias Star Lord. Zoe Saldana übernahm die Rolle von Gamora. Dave Bautista spielt Drax, den Zerstörer. Michael Rooker übernahm die Rolle von Yondu, und Karen Gillan spielt Nebula. Elizabeth Debicki spielt die neueingeführte Ayesha, eine Hohepriesterin einer Alien-Rasse namens „Sovereign“, die komplett im Reagenzglas entstanden ist und als neue Gegenspielerin des Guardian-Teams fungiert. Neu sind ebenfalls Peter Quills leiblicher Vater Ego, dessen Rolle Kurt Russell übernahm, und auch die Figur Mantis, die von Pom Klementieff gespielt wird. Chris Sullivan übernahm die Rolle von Taserface, und Sean Gunn, der Bruder des Regisseurs James Gunn, spielt Kraglin. In weiteren Rollen sind Tommy Flanagan und Sylvester Stallone zu sehen. Vin Diesel und Bradley Cooper leihen im Original Groot und Rocket ihre Stimmen.
Die deutsche Synchronisation übernahm die FFS Film- & Fernseh-Synchron in Berlin, nach einem Dialogbuch und unter der Dialogregie von Björn Schalla. Sämtliche Schauspieler, mit Ausnahme von Laura Haddock, wurden mit denselben Sprechern besetzt. Zu den neuen Stimmen gehören etwa Manfred Lehmann, Christin Marquitan, Thomas Danneberg und Milton Welsh.
| Rolle                                  | Schauspieler       | Deutscher Sprecher   |
| -------------------------------------- | ------------------ | -------------------- |
| Peter Quill / Star-Lord                | Chris Pratt        | Leonhard Mahlich     |
| Gamora                                 | Zoe Saldana        | Tanja Geke           |
| Groot                                  | Vin Diesel         | Hans-Eckart Eckhardt |
| Rocket                                 | Bradley Cooper     | Fahri Yardım         |
| Drax                                   | Dave Bautista      | Alexander Duda       |
| Yondu Udonta                           | Michael Rooker     | Tobias Lelle         |
| Nebula                                 | Karen Gillan       | Rubina Nath          |
| Ego                                    | Kurt Russell       | Manfred Lehmann      |
| Mantis                                 | Pom Klementieff    | Daniela Molina       |
| Ayesha                                 | Elizabeth Debicki  | Christin Marquitan   |
| Taserface                              | Chris Sullivan     | Milton Welsh         |
| Kraglin                                | Sean Gunn          | Gerrit Schmidt-Foß   |
| Tullk                                  | Tommy Flanagan     | Wolfgang Wagner      |
| Meredith Quill                         | Laura Haddock      | Sanam Afrashteh      |
| Stakar                                 | Sylvester Stallone | Thomas Danneberg     |
| Martinex T’Naga                        | Michael Rosenbaum  | Timmo Niesner        |
| Charlie-27                             | Ving Rhames        | Tilo Schmitz         |
| Aleta Ogord                            | Michelle Yeoh      | Silke Matthias       |
| David Hasselhoff                       | David Hasselhoff   | Stefan Fredrich      |
| Howard the Duck                        | Seth Green         | Tobias Meister       |
| Astronaut, der die Watchers informiert | Stan Lee           | Peter Groeger        |

### Dreharbeiten
Die Dreharbeiten begannen am 17. Februar 2016 in den Pinewood Studios in Atlanta. Es handelt sich um den ersten Film, der mit digitalen Filmkameras gedreht wurde, deren native Auflösung 8192 × 4320 Pixel beträgt (8K). Neben Studioaufnahmen wurde auch in Cartersville, Georgia gedreht. Die Dreharbeiten wurden am 16. Juni 2016 beendet. Laut Karen Gillan fanden im November 2016 Nachdrehs statt.

### Filmmusik
Im April 2015 äußerte sich James Gunn zu den Songs auf Peter Quills Awesome Mixtape Vol. 2 und wie schwer es sei, an die Qualität und den großen Erfolg des Soundtracks des ersten Films heranzukommen. Dennoch bezeichnete er den Soundtrack dieses Films als noch besser als den des ersten.
Wie schon im Vorgänger besteht der Soundtrack erneut aus Popsongs sowohl der 1960er als auch der 1970er Jahre. Der Awesome Mix Vol. 2 wurde am 21. April 2017 erneut durch Hollywood Records veröffentlicht.
| Nr. | Titel                     | Interpret                           |
| --- | ------------------------- | ----------------------------------- |
| 1.  | Mr. Blue Sky              | Electric Light Orchestra            |
| 2.  | Fox on the Run            | The Sweet                           |
| 3.  | Lake Shore Drive          | Aliotta Haynes Jeremiah             |
| 4.  | The Chain                 | Fleetwood Mac                       |
| 5.  | Bring It On Home To Me    | Sam Cooke                           |
| 6.  | Southern Nights           | Glen Campbell                       |
| 7.  | My Sweet Lord             | George Harrison                     |
| 8.  | Brandy you're a fine girl | Looking Glass                       |
| 9.  | Come a Little Bit Closer  | Jay and the Americans               |
| 10. | Wham Bam                  | Silver                              |
| 11. | Surrender                 | Cheap Trick                         |
| 12. | Father and Son            | Cat Stevens                         |
| 13. | Flash Light               | Parliament                          |
| 14. | Guardians Inferno         | The Sneepers feat. David Hasselhoff |

### Veröffentlichung
Am 19. Oktober 2016 wurde ein erster Teaser-Trailer veröffentlicht. Im Dezember folgte der erste größere Trailer, musikalisch untermalt mit dem Song Fox on the Run von The Sweet. Während des Super Bowl LI wurde der zweite Trailer veröffentlicht. Er lässt Schlüsse darauf zu, dass die Figuren Yondu, Nebula und Mantis in diesem Film zu den Guardians stoßen werden. Der Trailer wurde mit dem Song The Chain von Fleetwood Mac musikalisch untermalt.
Am 19. April 2017 feierte Guardians of the Galaxy Vol. 2 im Dolby Theatre in Hollywood in Anwesenheit der Filmcrew und vieler im Film mitwirkender Schauspieler seine Weltpremiere. Die Europapremiere fand am 24. April in London statt. Am 27. April 2017 kam er in die deutschsprachigen Kinos. In den Vereinigten Staaten erschien der Film am 5. Mai 2017. Ursprünglich war der Kinostart für Juli 2017 vorgesehen.

## Rezeption

### Altersfreigabe
In Deutschland ist der Film FSK 12. In der Freigabebegründung heißt es: „Der Film ist mit genretypischen Elementen erzählt, birgt opulente Bilder, schräge Figuren und zahlreiche märchenhafte Elemente sowie viele rasante Actionszenen, wobei Humor immer wieder für Auflockerung sorgt. Gut und Böse sind gut zu unterscheiden. Während unter 12-Jährige von den Kampfszenen und den Bedrohungsszenarien überfordert werden können, sind 12-Jährige in der Lage, diese zu verarbeiten.“

### Kritiken
Der Film konnte 85 Prozent der Kritiker bei Rotten Tomatoes überzeugen. Karsten Scholz lobte etwa in seiner Kritik für die Internetseite buffed.de vier Sachen an Guardians of the Galaxy Vol. 2: 1.) Die technische Perfektion, 2.) die neuen Völker und Schauplätze, 3.) die höhere Schlagzahl der Gags im Vergleich zum Vorgänger und 4.) „ein kunterbuntes Sammelsurium an Easter Eggs und Cameo-Auftritten, das dank des erneut fantastischen Soundtracks auch gleich den Retro-Fan in uns anspricht“. In seinem Fazit moniert er zwar Schwächen, diese seien aber marginal. So schreibt er über den Film in seinem Fazit: „Schwächen besitzt der Film nur wenige. Einige nicht zünden wollende Gags, aber auch der Bösewicht, der mit seinen Machenschaften zwar die gesamte Galaxie bedroht, der Marvel-typisch jedoch ziemlich blass bleibt. Unterm Strich spielt beides keine Rolle. Dafür sind alle anderen Facetten von Guardians of the Galaxy Vol. 2 zu gut, dafür rockt der Streifen über die gesamte Laufzeit zu sehr die Leinwand.“
In einer Video-Kritik meinte Christoph Kellerbach von der Rheinischen Post, dass Guardians of the Galaxy Vol. 2 ein „absolut fantastischer Weltraum-Spaß geworden“ ist, „der etliche Sachen gleich, aber viele auch anders macht.“ Die Charaktere seien die große Stärke von James Gunns Film. Ergänzt um eine fantastische Optik, auch in 3D, und einen wunderbaren Ohrwurm-Soundtrack ist Guardians of the Galaxy Vol. 2 genau wie sein Vorgänger nach Auffassung von Kellerbach ein „exzellenter Weltraum-Comic-Spaß“. Hannes Könitzer bewertete in seiner Kritik für die Internetseite robots-and-dragons.de die drei primären Handlungsstränge des Films unterschiedlich: Während die Geschichte rund um Peter Quill und seinen Vater einen hohen Unterhaltungswert habe und die Geschichte rund um Rocket die richtige Mischung aus Spaß und Spannung aufweise, sei der um Gamora und Nebula der schwächste der drei Handlungsstränge. Könnitzer lobte den Humor und die Musiktitel aus den 1970ern und 80ern. In seinem Fazit urteilte er: „Guardians of the Galaxy Vol. 2 macht genauso viel Spaß wie Teil 1. Wer es im ersten Film genossen hat, Zeit mit der sympathischen Heldentruppe zu verbringen, der dürfte auch in der Fortsetzung auf seine Kosten kommen. Die Geschichte punktet dabei nicht nur durch Humor, sondern bietet auch auf emotionaler Ebene eine überraschende Tiefe. Ein dritter Teil darf sich gern anschließen.“
Dimitry Halley hebt in seiner Kritik für GameStar die Charaktere besonders lobend hervor. Guardians of the Galaxy 2 punkte vor allem mit seinen meisterhaft inszenierten und unglaublich sympathischen Figuren. So schaffe es der Film nicht nur die komplette Truppe rund um Star Lord und Co. ins Herz der Zuschauer zu befördern, sondern auch jeder Figur mindestens einen glaubhaften inneren Konflikt zu geben. „Der Film wärmt nicht einfach das Zusammentreffen aus dem ersten Teil auf, sondern setzt deren Beziehungen tatsächlich fort (wie es sich eben für eine Fortsetzung gehört). Oder anders: Wo Guardians of the Galaxy 1 die Truppe durch die stürmische Kennenlern-Phase führt, geht die Beziehung in Teil Zwei erst richtig los.“ Er bilanzierte, dass die Guardians Star Lord, Rocket, Drax und Co. auf der Leinwand so unglaublich gut funktionieren, dass die Comics in seinen Augen im Vergleich den Kürzeren ziehen. Das war beim ersten Guardians of the Galaxy so, und das gelte auch für Teil zwei. Denn der „Film baut eine Crew aus Charakteren auf, die den Avengers und auch der Justice League in puncto Persönlichkeit, Charme und Humor die Show stehlen.“
Vienna Online meinte, dass der Film mit viel Liebe zum Detail und einem ausgewogenen Cast punkte, der bestens aufeinander eingespielt agiere. Fazit: „‚Vol. 2‘ glänzt weniger als eigenständiges Album, denn als gelungene Compilation mit den ‚Greatest Hits‘ aus dem schenkelklopfendem Sci-Fi-Universum – und hat am Ende ein Versprechen parat: Fortsetzung folgt!“
Doch nicht bei allen Kritikern kam der Film gut an. Sascha Westphal schreibt in der Westdeutschen Allgemeinen Zeitung, anders als beim ersten Guardians of the Galaxy, in dem sich die einzelnen Elemente wunderbar zu einem ungeheuer mitreißenden Weltraum-Abenteuer zusammengefügt hätten, ergebe das Ganze diesmal weniger als die Summe der einzelnen Teile. Regisseur James Gunn begnüge sich über weite Strecken des Films damit, einfach nur Lücken in den Hintergründen seiner Figuren auszufüllen, so Westphal, wobei er sich vor allem auf den von Chris Pratt gespielten Peter Quill konzentriere. Bei dessen Begegnung mit seinem leiblichen Vater entwickele sich aus einer zunächst rührselig gestimmten Familienzusammenführung einer der zentralen Konflikte des Films.
Martin Schwickert von der Augsburger Allgemeinen Zeitung konstatierte eine „eher schlaff-komische Gruppendynamik im Heldenteam“. Die Figuren würden sich „auf ihren Charakterisierungen aus Teil 1“ ausruhen und „in ihrem schrägen Dasein“ erstarrt wirken. Zwei von fünf Punkten vergebend urteilte er: „‚Vol. 2‘ ist in 137 Minuten ein ermüdender Wiederaufguss und zeigt erneut, dass sich Humor und Komik selten erfolgreich in einem Franchise rekultivieren lassen.“ Daniel Benedict von der Neuen Osnabrücker Zeitung bemerkte eine Selbstironie, die selbst im nonchalanten Marvel-Universum einzigartig sei. Action und Effekte seien in dieser immer wieder sehr lustigen „Guardians“-Fortsetzung grundsätzlich ihre eigene Persiflage. Sein Fazit fiel wie das seines Kollegen aus der Augsburger Allgemeinen Zeitung aber negativ aus: „Zwei Stunden lang feiern die Guardians gemeinsam mit ihren Fans eine funky Party, an deren Ende sogar die Asche kremierter Helden wie Holi-Puder durchs All schwebt. Konfetti in kosmischen Nichts: Ein schönes Bild für das jubelnde „Anything goes“ dieses Films, der in jeder Szene beides zugleich ist: übervoll, aber auch leer.“

### Einspielergebnis
Die weltweiten Einnahmen des Films aus Kinovorführungen belaufen sich auf rund 864 Millionen US-Dollar und liegen damit rund 90 Millionen über dem Vorgängerfilm Guardians of the Galaxy, der 773 Millionen US-Dollar einspielte. Hierdurch befindet sich der Film auf Platz 6 der erfolgreichsten Filme des Jahres 2017 und auf Platz 89 (Stand: 19. April 2025) der weltweit erfolgreichsten Filme aller Zeiten. In Deutschland verzeichnete der Film 2.516.305 Besucher und befindet sich hierdurch auf Platz 9 der erfolgreichsten Filme des Jahres.

### Auszeichnungen
Am 18. Dezember 2017 wurde bekannt, dass sich der Film auf der Shortlist mit 10 Filmen in der Kategorie Beste visuelle Effekte im Rahmen der Oscarverleihung 2018 befindet. Im Januar wurde der Film für den besagten Oscar nominiert. Hier einige weitere Nominierungen und Auszeichnungen.
Teen Choice Awards 2017
- Auszeichnung in der Kategorie Choice Sci-Fi Movie
- Auszeichnung in der Kategorie Choice Sci-Fi Movie Actor (Chris Pratt)
- Auszeichnung in der Kategorie Choice Sci-Fi Movie Actress (Zoe Saldana)[28][29]

## Fortsetzungen
Im März 2017 gab James Gunn bekannt, dass bereits an einer Fortsetzung gearbeitet werde. Über seine eigene Beteiligung an Guardians of the Galaxy Vol. 3 sei er sich jedoch noch nicht im Klaren. Am 17. April 2017 gab James Gunn auf Facebook bekannt, dass er bei der Fortsetzung wieder sowohl die Regie übernehmen als auch am Drehbuch mitschreiben wird. Am 13. Januar 2018 kündigte er den Kinostart für 2020 an. Nachdem sich Disney im Juli 2018 von Gunn aufgrund von alten kontroversen Tweets getrennt hatte, wurde das Projekt für unbestimmte Zeit auf Eis gelegt. Am 15. März 2019 wurde bekannt, dass die Entscheidung, Gunn wieder als Regisseur zu engagieren, vor Monaten getroffen wurde. Er werde das Vol. 3 nach der Suicide-Squad-Verfilmung, die er für Warner Bros. Entertainments DC Extended Universe verfilmt, angehen.
Zudem erschien 2022 mit The Guardians of the Galaxy Holiday Special ein Fernseh-Special. Guardians of the Galaxy Vol. 3 wurde im Mai 2023 veröffentlicht.